# Antonio Pigafetta
Vous lisez un « bon article » labellisé en 2008.
Pour les articles homonymes, voir Pigafetta.
Antonio Pigafetta (date de naissance inconnue généralement située entre 1480 et 1491, probablement à Vicence et date de décès également inconnue) est un marin et chroniqueur italien du XVIe siècle qui a participé, sous les ordres de Fernand de Magellan puis de Juan Sebastián Elcano, au premier voyage des Européens autour du monde et qui en a laissé la chronique la plus complète et la plus célèbre.

## Biographie
Les historiens doivent se contenter de très peu de documents concernant la vie d'Antonio Pigafetta : quelques lettres autographes, quelques indices éparpillés dans diverses archives, le tout postérieur à son voyage autour du monde. 
La famille Pigafetta est une ancienne lignée identifiée dès le XIe siècle. En 1920, P. Pastells identifia son père, Giovanni Pigafetta, mais celui-ci ayant eu au moins trois femmes, il n'est toujours pas possible de savoir qui est sa mère. Léonce Peillard écrit : « Puisqu'il n'est pas possible de faire entrer Antonio Pigafetta dans les tables généalogiques de cette famille, bien que celles-ci ne présentent aucune lacune, certains pensent qu'il était peut-être un enfant naturel ; mais alors il n'eût pas été nommé chevalier de l'ordre de Saint-Jean de Jérusalem dont les bâtards étaient exclus. ». Sinon qu'il a été nommé chevalier de Rhodes par décision personnelle du grand maître.

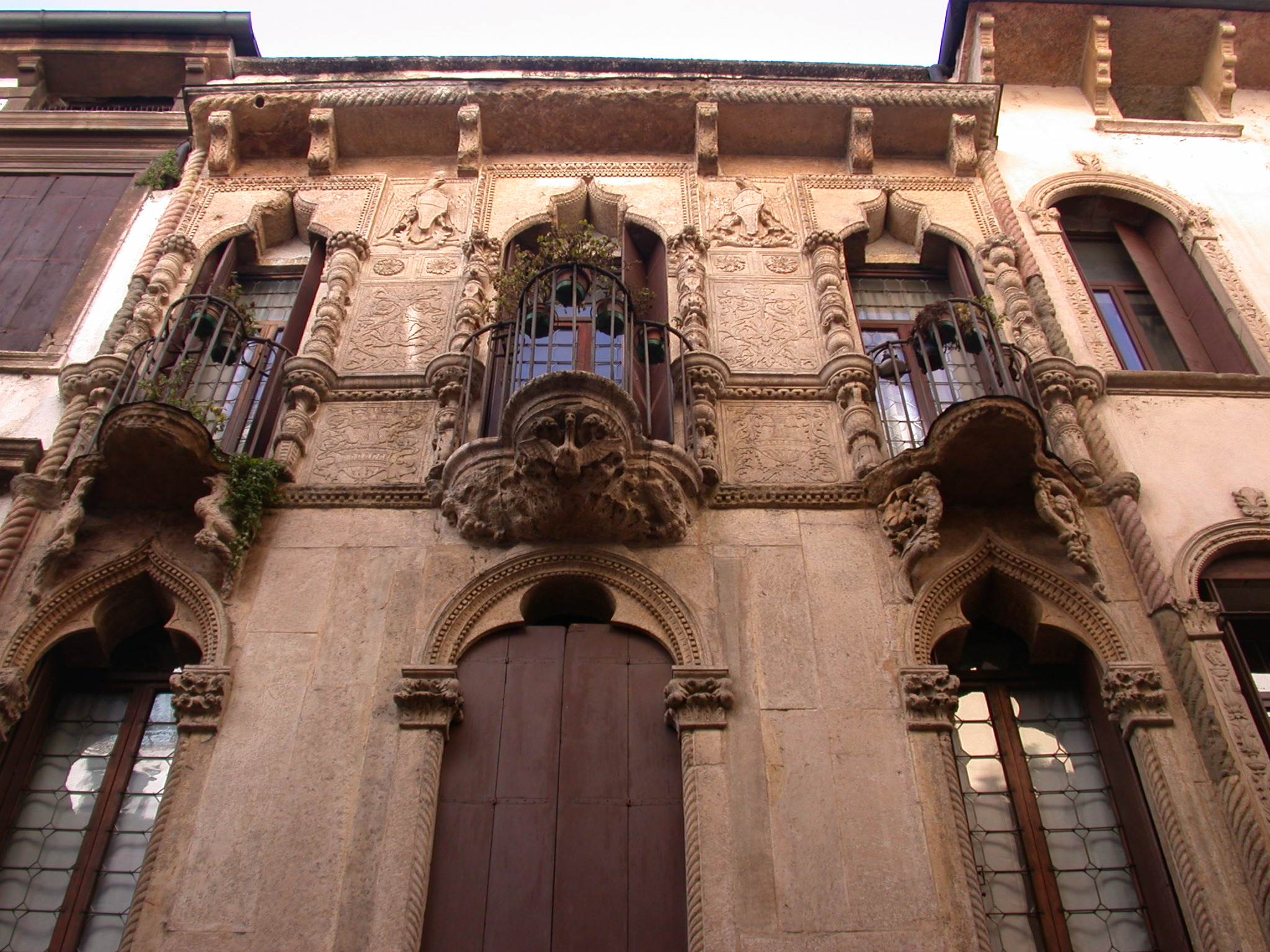
Palais Pigafetta à Vicence dans l'ancienne rue de la Lune.

Antonio Pigafetta, également connu sous le nom d’Antonio Lombardo vient en Espagne en 1519 où il accompagne le nonce apostolique, monseigneur Francesco Chieregati (it), dont il était le secrétaire. Recommandé par le nonce apostolique, il se rend à Séville, où il s’enrôle dans l’équipage de la flotte de Fernand de Magellan vers les îles Moluques à bord de la Trinidad. Il est inscrit comme supplétif et serviteur de Magellan, « criados del Capitan y sobresaliente » en espagnol.

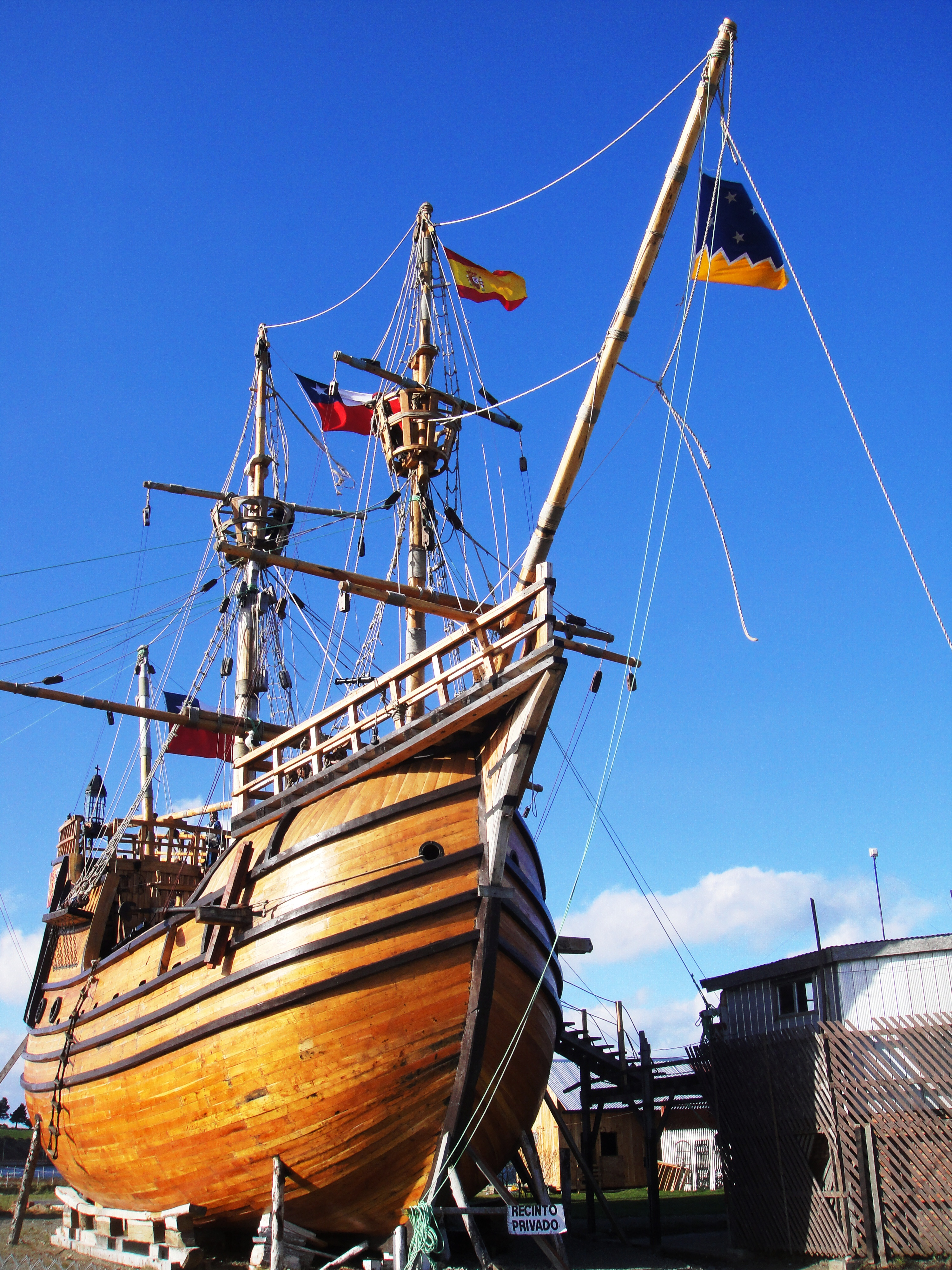
Réplique de la Victoria à Punta Arenas.

Pigafetta raconte la mésaventure qui le 25 mars 1521 manque de le noyer lorsque pêchant du bord du navire il tombe à la mer ; mais ses cris alertent des compagnons qui le tirent de ce mauvais pas, et l'auteur de conclure : « je fus secouru, non point par mes mérites mais par la miséricorde et grâce de la fontaine de pitié. ». Une fois dans le Pacifique, que son texte désigne ainsi pour la première fois sous ce terme, et alors que la flotte rencontre après plus de trois mois de navigation les premières îles habitées, Pigafetta est parfois appelé à établir un contact prolongé à terre avec leurs populations. C'est notamment le cas fin mars 1521 sur l'île de Limasawa où avec un autre compagnon il partage plusieurs repas de bienvenue : « ainsi, avec cette cérémonie et autres signes d'amitié, nous banquetâmes puis soupâmes avec lui. Je mangeai, le vendredi saint, de la chair, ne pouvant faire autrement (…) Là j'écrivis assez de choses comme ils nommaient en leur langage, et quand le roi et les autres me virent écrire et que je leur disais leur manière de parler, ils furent tous étonnés. ». Lors de l'affrontement avec les indigènes de l'île de Mactan le 27 avril 1521, Magellan meurt et Antonio Pigafetta est blessé. Cette blessure le fait échapper au piège du « banquet de Cebu » qui fait vingt-six victimes parmi l'équipage le 1er mai 1521 : « Je ne pus y aller pource que j'étais tout enflé de la blessure d'une flèche envenimée que j'avais eue au front ».
Magellan mort, Antonio Pigafetta voit son rôle au sein de la flotte prendre de l'importance. Il est souvent sollicité pour entrer en relation avec les populations rencontrées. Il accomplit finalement le tour du monde avec dix-sept autres survivants du périple sous les ordres de Juan Sebastián Elcano à bord de la Victoria en atteignant Sanlúcar de Barrameda le 6 septembre 1522. Deux autres Italiens, Martino de Judicibus – rentré lui aussi à bord de la Victoria – et Luca Pancaldo – rentré à bord de la Trinidad en 1525 – survivent à l'expédition de Magellan. Comme l'écrivent Carmen Bernand et Serge Gruzinski dans leur Histoire du nouveau monde : « Pigafetta échappa à tous les maux qui décimèrent les membres de l'équipage et fut l'un des rares à faire le tour du monde avec Elcano ». Les historiens ont relevé qu'il ne nomme pas une seule fois Elcano dans son récit du voyage de retour, et qu'il rend au contraire un hommage très appuyé à son capitaine défunt.
Il remet dès son retour une première version de son témoignage écrit – essentiel pour la connaissance de cette première circumnavigation – à Charles Quint. Il voyage ensuite à Lisbonne pour rencontrer Jean III de Portugal et en France auprès de Louise de Savoie à qui il remet un manuscrit de sa relation. De retour en Italie au début de 1523, il continue la rédaction de son récit dans l'entourage du duc de Mantoue puis à la cour du pape Clément VII, cherchant à faire publier son texte. Il dédie son texte à Philippe de Villiers de L'Isle-Adam et est fait chevalier de Rhodes en 1524 par décision du grand maître. Il reçoit alors une modeste pension et c'est à partir du mois d'août de cette année que l'historien perd sa trace.
Son long récit de navigation et de découverte n'est pas le premier témoignage imprimé concernant le voyage de Magellan et Elcano. La « lettre » de Maximilianus Transylvanus publiée en janvier 1523 est pendant quelques années la source principale d'information du public de l'époque.
Un membre de sa famille, Filippo Pigafetta (1533-1604), a longtemps voyagé en Afrique et s'est fait connaître à la fin du XVIe siècle en publiant une relation de voyage au Congo.

## Son récit de voyage

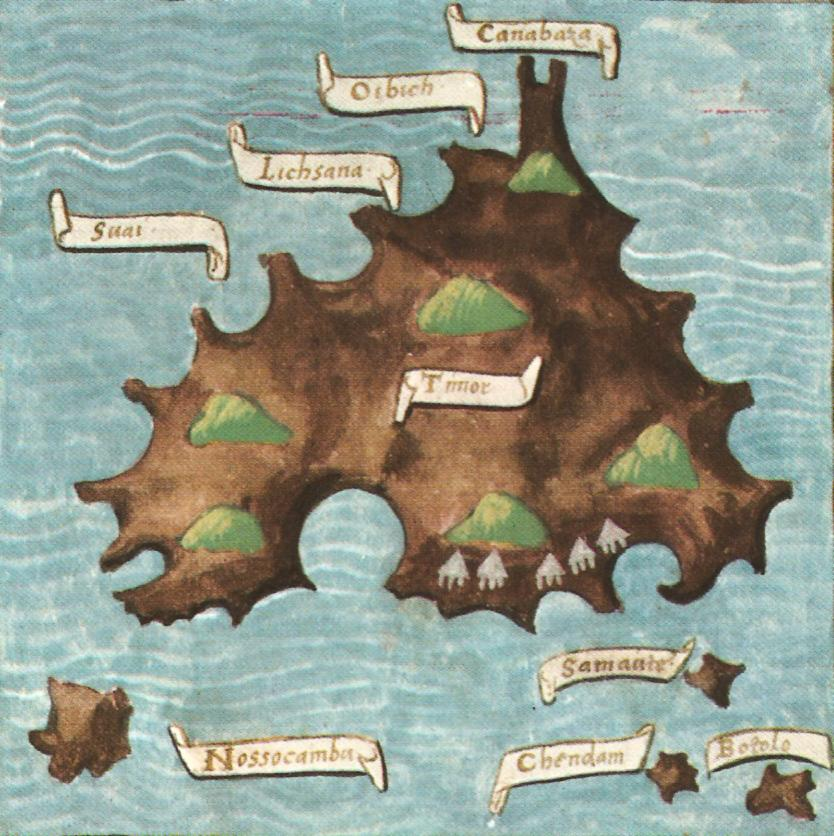
Illustration en forme de carte stylisée et schématique de Timor dans le manuscrit Beinecke de la relation de Pigafetta.

Trajet du voyage de Pigafetta autour du monde sous les ordres de Magellan puis d'Elcano.

« Navigation & découvrement de l'Inde supérieure & îles de Malucque où naissent les clous de girofle, faite par Antonio Pigafetta, vicentin et chevalier de Rhodes, commençant en l'an 1519 », ainsi est intitulé le récit du voyage dans le manuscrit conservé à la Bibliothèque Beinecke de livres rares et manuscrits. Il s'agit d'un journal de bord, doublé à l'occasion d'un travail de linguiste. Il a en effet consigné, lors de ce voyage, le premier lexique des Indiens de Patagonie qu'il élabore avec l'aide d'un autochtone capturé. Arrivé aux Philippines, sur l'île de Cebu, il consigne également la langue vernaculaire tout en relevant leurs usages et coutumes, ce qui fait de son journal un document ethnographique précieux. Il est en particulier le premier à décrire la coutume du palang. Stefan Zweig écrit dans sa biographie de Magellan : « du paysage il ne donne nulle description, ce dont on ne peut d'ailleurs lui faire aucun reproche, étant donné que la description de la nature n'a été inventée que trois siècles plus tard par Jean-Jacques Rousseau ».
Pigafetta note aussi des observations astronomiques faites dans l'hémisphère sud. Une de ses observations permit de conforter la découverte des Nuages de Magellan déjà mentionnés par Pierre Martyr d'Anghiera en 1504. Léonce Paillard avance : « pour tout ce qui touche à la navigation, à la mer, le récit est succinct, ce qui confirme notre conception d'un Pigafetta plus terrien que marin, alors qu'il s'étend, parfois un peu trop, sur les détails de la faune et de la flore exotiques. ». Cette relation est considérée comme « un incontestable chef-d'œuvre de la littérature de voyage » et Pigafetta retrouve dans quelques passages l'habitude des conteurs de l'époque de rapporter des faits extraordinaires ou heurtant le sens commun comme lors de la rencontre avec l'« indien patagon » au début de l'année 1520 qui « était tant grand que le plus grand d'entre nous ne lui venait qu'à la ceinture ». « Lorsque l'exagération atteint le merveilleux, Pigafetta prend soin d'ajouter qu'il ne fait que transcrire un récit de voyageur ou d'indigène » tempère Léonce Peillard.
La forme adoptée par Pigafetta est très probablement inspirée par le Liber insularum archipelagi de l'humaniste florentin Cristoforo Buondelmonti qui au début du XVe siècle propose un récit personnel d'un voyage dans les îles de la mer Égée agrémenté de cartes des îles visitées. Pigafetta transpose ce procédé en considérant l'ensemble du globe comme un immense archipel.
Il existe quatre manuscrits illustrés de son récit, tous des copies d'un original perdu. Les quatre manuscrits sont de la première moitié du XVIe siècle. Trois sont en français, dont deux conservés à la BNF et un à la bibliothèque Beinecke. Le quatrième exemplaire, en italien empreint de dialecte vénitien, daté de 1525, est le plus sûr et le plus complet. Il est conservé à la Bibliothèque Ambrosienne de Milan. Entre 1526 et 1536 paraît en France la première édition imprimée dans une version abrégée, traduite en 1536 en italien puis traduite et résumée en 1555 en anglais. Le récit de Pigafetta a été en particulier repris en 1550 par Giovanni Battista Ramusio, qui est sans doute le traducteur de la version de 1536, dans son Primo volume delle Navigationi et Viaggi. De nombreuses éditions sont ensuite régulièrement publiées à partir du début du XIXe siècle jusqu'à aujourd'hui.
En France, son récit a été traduit et publié en 1884 sous le titre Voyage de Magellan autour du monde pendant les années 1519-22.

## Référencement